# Vudźi čigung
Vudźi čigung (kitajsko: 無極氣功; pinjin: Wuji qigong; v kitajski izgovorjavi kot: vuđi ćigung ali vuđi ćigong) je zelo razširjena oblika spiritualnega čigunga, ki telesne gibe uporablja za  usklajevanje čija in doseganje duhovnega napredka.  Njegova uporaba se je razširila v zadnjih desetletjih, najbolj pa je razširjen v Šanghaju in Kantonu.

## Pomen in zgodovina
Vudźi pomeni stanje onkraj polarnosti, prvotno izvorno stanje. V tem smislu vudźi čigung pomeni energijsko vadbo za povezovanje z izvornim stanjem. Čeprav naj bi se po nekaterih vudźi čigung razvil že v času mojstra Džang Sanfenga (12. stoletje),  njegovo zgodovino lahko sledimo šele v zadnjih desetletjih, ko sta ga poučevala mojstra Džu Hvi (pinjin: Zhu Hui, v izgovorjavi: Džu Hvej) in Michael Winn.. Dr. Yang trdi, da se je vuđi čigung razvil šele v zadnjih petdesetih letih na osnovi taidžičvana.

## Vadba
Vaje vudźi čigunga združujejo vaje taidžičvana oziroma čigunga z daoistično  meditacijo in s filozofijo kitajskega koledarja  in prostorske ureditve- feng šuja. Ta čigung upošteva koledarske cikle in geometrijske vzorce in njegovo vadbo zato lahko razložimo tudi kot obliko mandale. . Primer upoštevanja  koledarske numerologije je 12 gibov pri vajah za element zemlja: število 12 predstavlja 12 kitajskih ur dneva in 12 lunarnih mesecev. Z vudźi čigungom naj bi dosegli stanje notranjega ravnovesja. Njegove vaje so sestavljene tako, da stalno razširjamo energijsko telo z valovanjem in nihanjem med dvema skrajnostima (levo-desno; gor- dol; naprej-nazaj), pri tem pa naj bi v vesolje oddajali signale, da bi nam »nesmrtniki« pomagali pri duhovnem napredku in doseganju razsvetljenja. Gre za splošni daoistični princip vrnitve v predrojstveno (prenatalno) stanje, da bi spremenili tok usode.
Čeprav naj bi bil vuđi čigung oblikovan za doseganje duhovnega razsvetljenja, ga je mojster Džu Hvi poučeval tudi za zdravljenje srčnih obolenj, težav s krvnim pritiskom, pa tudi za splošno krepitev ledvic in čija.   Določene uspehe naj bi imel tudi pri zdravljenju rakavih obolenj.